# Popiel

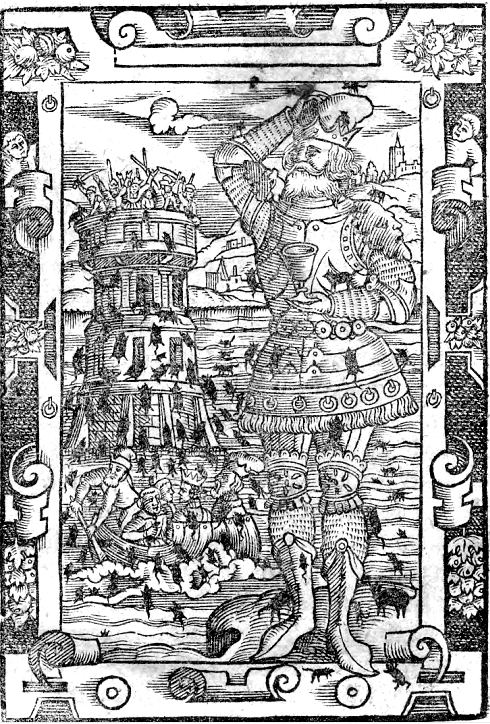
Popiel II, ilustracja z dzieła ks. Jana Głuchowskiego, Icones książąt i królów polskich, 1605

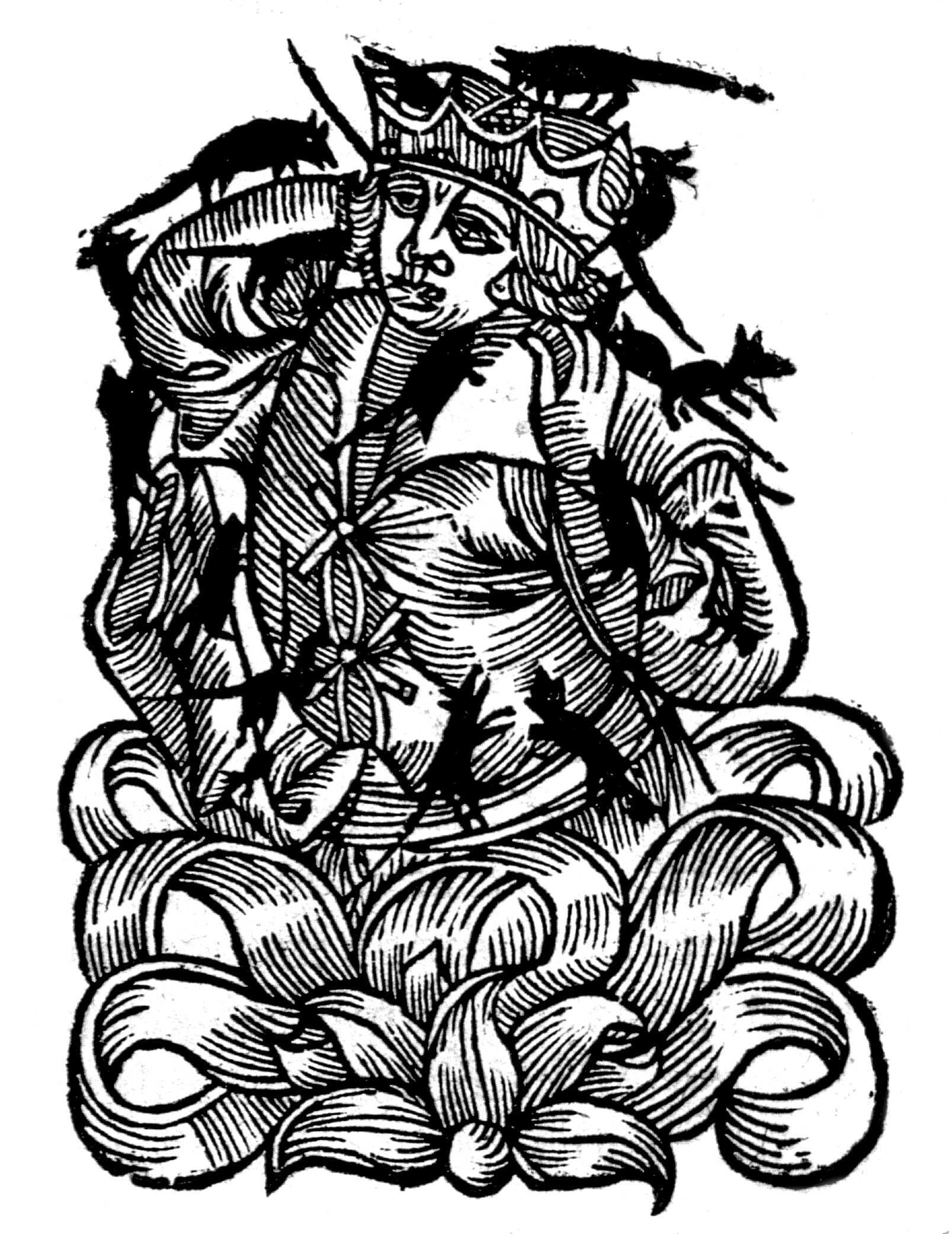
Popiel zjadany przez myszy

Popiel ІІ; de regno Pumpil (Popel), imię, rekonstruowane, jako Pąpyl – legendarny władca Polan lub Goplan z IX wieku.

## Pierwotna nazwa
Wersja Popel została utrwalona przez Rocznik małopolski, którego najstarsze rękopisy pochodzą z XV w., od tej wersji pochodzi też Popiel (jak twierdził Gerard Labuda, wersje z literą „i” są z pewnością wtórnie wprowadzone do tekstu po to, aby umożliwić etymologię ludową do wyrazu popiół (jak u Długosza)). Kronika polska, rękopis z biblioteki Zamoyskich (nazywany „rękopisem Z”) notuje dwie wersje imienia: na karcie trzeciej i w tytule rozdziału 1. pojawia się dwukrotnie Popel, natomiast w rozdziale 3 dwukrotnie wersja: Pumpil.
Po 1312 z autografu Kroniki polskiej został sporządzony „rękopis A” (niezachowany), z którego wywodzą się (niezależnie od siebie) rękopisy Z i H (tj. rękopis Zamoyskich i rękopis Heilsberski; nazewnictwo tych rękopisów jest wspólne i u Zofii Kozłowskiej-Budkowej, i u Gerarda Labudy, i u Mariana Plezi).
Zdaniem Zofii Kozłowskiej-Budkowej najbliżej autografu Galla Anonima był Wincenty Kadłubek, który na przełomie XII i XIII wieku w swej kronice konsekwentnie posługiwał się zapisem: Pompilius, a za nim, tak samo konsekwentnie, kronika Dzierzwy.
Za Kadłubkiem idzie Chronicon Polonorum (napisana w Lubiążu ok. 1285 r. z inicjatywy Henryka Prawego nazywana tak jak dzieło Galla Kroniką polską lub dla odróżnienia, albo dość abstrakcyjnie Kroniką śląsko-polską, albo śląską Kroniką polską, lub po prostu Kroniką z Lubiąża), która notuje filio secum retento, cui nomen Pompilius, sto lat późniejsza Kronika książąt polskich (Chronica principum Poloniae, u Labudy Kronika książąt śląskich zapewne dlatego, że dotyczyła głównie książąt śląskich, napisana w latach 1382–1398 prawdopodobnie w Brzegu), która korzystała bezpośrednio z autografu Galla, podobnie filio suo retento, cui nomen erat Popil vel Pompilius (gdzie Popil wzięła z Kroniki polskiej, a Pompilius od Kadłubka), tak samo brzmi to u Jana Długosza uzupełnione o in latino idiomate vocatus Cinereus, in Almannico: Osszerich, Długosz jednak posługuje się obu formami: Pompilius...sive Popyel.
Rękopis Sędziwoja wywodzący się z rękopisu Z, poprawiał pierwotną wersję Pumpil dwukrotnie na: Popiel (przerabiał literę „u” na „o”, likwidował literę „m”, dopisywał na górze literę „e”).
W związku z powyższym za pierwotną Andrzej Bańkowski uważał formę Pumpil z „protezą” samogłoski nosowej, zaś Gerard Labuda za pierwotną uważał wersję Pompil, a Pumpil za wtórną, ale zgadzał się co do sedna tj., że imię to zawierało samogłoskę nosową (w średniowieczu radzenie sobie z samogłoskami nosowymi, które nie posiadały swojego znaku graficznego w alfabecie łacińskim, zależało od inwencji twórczej autora, w Kazaniach świętokrzyskich używano greckiej litery φ (phi) np. uzasφpy = „w zastępy”, pφte = „piąte”, w innych pismach używano ø tzw. „o rogatego” np. prawdø = „prawdę”, nademnø = „nade mną”, najczęściej jednak za pomocą „protez” oddających zbliżony dźwięk np. Wenczeslaus (1393 r.) = Więcesław, czy Zambrowo (1425 r., obecnie Zambrów) od n.os. Ząbr ← stpl. ząbr = współczesny, hiperpoprawnie odmazurzony żubr) i miało brzmienie Pąpyl, zaś Andrzej Bańkowski idzie dalej i wywodzi etymologię tej nazwy osobowej (inne warianty Pąpil, Pąpiel) od pąpyl tj. „pęcherz/nagniotek na skórze, bąbel” co miało być symbolem/alegorią „rządów bez prestiżu/uznania”, pąpyl w znaczeniu „bąbel na skórze” pojawia się w XV wieku w glosie do łacińskiego Żywota św. Jadwigi, wtórnie pąpel, pępel w 1578 r., l.mn. pępele w 1596 r., częściej przez ekspresywną sonoryzację bąbyl, bąbel, nazwa osobowa Pąpyl zanotowana w 1500 r. (Jan piwowar zwany Pąpyl, mieszczanin w Szczercu lwowskim), czy nazwa miejscowa Pąpylew (1308 r., w 1947 r. jako Pęplewo, z niem. Pemplow, leżące w powiecie kamieńskim) od starosłowiańskiego pǫp-ylь, pǫpъ (por. stpl. pęp – pępowina, ale również pąk, pąpie, pąpowie – pąki).

## Popiel u Galla Anonima
„...Był mianowicie w mieście Gnieźnie, które po słowiańsku znaczy tyle co „gniazdo”, książę imieniem Popiel, który miał dwóch synów...” – Gall Anonim „Kronika Polska”, „O księciu Popielu”.
Po raz pierwszy pojawia się w Kronice Galla Anonima jako władca panujący w Gnieźnie. Podczas postrzyżyn jego synów przybyli do Gniezna dwaj tajemniczy goście, których jednak nie zaproszono na ucztę, łamiąc tym samym zasadę gościnności. Ci udali się zatem w gościnę do ubogiego oracza imieniem Piast, który również wyprawiał postrzyżyny swojego syna Siemowita. Według Galla na postrzyżynach u Piasta miał być obecny również sam Popiel, gdyż książę wcale nie uważał sobie za ujmę zajść do swojego wieśniaka. Gdy Siemowit dorósł, miał usunąć Popiela z tronu i zostać księciem.
Gall uzupełnia swoją relację historią, którą opowiadają starcy sędziwi, według której wygnany z królestwa Popiel miał być prześladowany przez myszy, przed którymi schronił się w drewnianej wieży na wyspie. Tam miał zostać przez myszy zagryziony.

## Popiel II u Wincentego Kadłubka
Wincenty Kadłubek w swojej Kronice rozbudował znacznie legendę o Popielu (nazywanym przezeń Pompiliuszem II), którego uczynił synem Popiela I i wnukiem Leszka III. Według Kadłubka miał być władcą gnuśnym, tchórzliwym, zniewieściałym i zdradzieckim. Za namową żony miał wytruć swoich dwudziestu stryjów (synów Leszka III), podając im w czasie uczty zatrute wino, a następnie odmówił pogrzebania ciał. Z trupów wylęgły się myszy, które długo ścigały Popiela wraz z żoną i dwoma synami. W końcu dopadły ich ukrytych w wysokiej wieży, gdzie zostali pożarci.

## Popiel ІІ w Kronice wielkopolskiej
Według Kroniki wielkopolskiej Popiel z uwagi na długie włosy otrzymał przydomek Chościsko, czyli miotła (według Galla Anonima imię to nosił ojciec Piasta). Kronika wielkopolska podaje także jako miejsce śmierci władcy Mysią Wieżę w Kruszwicy, co powtarzają następnie Kronika polsko-śląska i Kronika książąt polskich. W rzeczywistości jednak wieża ta została zbudowana przez Kazimierza Wielkiego.

## Popiel ІІ u późniejszych kronikarzy
Kolejne wątki do legendy o Popielu dodał Jan Długosz. Według Roczników Chościsko było pogardliwym przydomkiem władcy, oznaczającym wyniszczoną i nędzną miotłę. Demoniczna żona Popiela była według Długosza księżniczką niemiecką, a jego synowie nosili imiona Lech i Popiel. Kronikarz porównał także władcę z cesarzem Arnulfem.
Według Marcina Bielskiego panowanie Popiela przypadło na czasy Ludwika Pobożnego (778-840 n.e.).

## Hipotezy
Jak wykazał Jacek Banaszkiewicz, podana przez Galla Anonima legenda o pożarciu władcy przez myszy nie mogła zostać – wbrew popularnej teorii – zapożyczona z Niemiec, gdzie występuje często zwłaszcza na obszarze Nadrenii, gdyż pojawia się wcześnie na etapie powstawania „mysich legend”, lecz jest po prostu elementem praindoeuropejskiej spuścizny symbolicznej.
Według hipotezy Henryka Łowmiańskiego legendarny Popiel był władcą plemienia Goplan, a obalenie go przez Siemowita to echo wyswobodzenia się plemienia Polan spod dominacji Goplan. Wyspę, na której miał zginąć Popiel, Łowmiański zidentyfikował z Ostrowem Lednickim, zaś „myszy” byłyby symbolem buntu ludowego, być może jakiejś konkretnej grupy ludności (drużynników) związanej z okolicami pobliskiej wsi Myszki.

## Historyczność Popiela
Ci, którzy przyjmują historyczność trzech poprzedników Mieszka I – Siemowita, Lestka i Siemomysła, przyjmują też zwykle historyczność Popiela. Pojawia się tu jednak pewien problem wynikający z nowych ustaleń archeologii i dendrochronologii. Popiel nie mógł rezydować w grodzie w Gnieźnie, ponieważ gród w Gnieźnie został zbudowany dopiero ok. 940 r., a rządy Popiela przypadały prawdopodobnie na II poł. IX wieku. Współczesnemu Popielowi Piastowi przypisuje się jako gniazdo rodowe istniejący w II poł. IX w. gród w Gieczu. Mogło więc być tak, że Popiel rezydował w jakimś nieznanym nam z nazwy grodzie plemiennym w ziemi gnieźnieńskiej, natomiast ideowo był związany z centrum kultowym na Górze Lecha w Gnieźnie, dlatego nieznający szczegółów przekazu Gall Anonim powiązał go z Gnieznem.
Jak wskazuje archeologia, w czasach Popiela i Siemowita nie istniały jeszcze silne podstawy ekonomiczno-militarne władzy książęcej, pozwalające na wznoszenie grodów państwowych przez ludność pod nadzorem aparatu przymusu, czyli drużyny. Władza Popiela i Siemowita miała charakter nietrwały (organizacja wodzowska według P. Urbańczyka) i była kontrolowana w dużym stopniu przez wiec. Popiel prawdopodobnie nie sprostał zadaniu odpowiedniej redystrybucji nadwyżek produkcyjnych między członków swojej wspólnoty, w wyniku czego został zastąpiony przez Siemowita.

## W kulturze
Popiel został przedstawiony jako postać literacka w utworach:
- Stara baśń (1876) – powieść Józefa Ignacego Kraszewskiego z historycznego cyklu Dzieje Polski. Popiel przedstawiony jest tam jako kluczowa postać, okrutny władca, działający jednak głównie pod wpływem swojej niemieckiej żony Brunhildy.
- Dagome iudex – powieść historyczna Zbigniewa Nienackiego.  W pierwszym tomie – Ja, Dago – Popiel występuje jako Golub Popiołowłosy. Został on uwięziony przez swoją żonę Helgundę w wieży na wyspie. Główny bohater, Dago, uwalnia go i pozwala mu odpłynąć, a na pytania sług o los Popiołowłosego odpowiada: Powiedzcie ludowi... że Popiela zjadły myszy.
- Postać Popiela, widziana przez pryzmat filozofii genezyjskiej. Poświęcony jej jest Rapsod I Króla-Ducha Juliusza Słowackiego.

Elementy legendy o Popielu zostały wykorzystane także w innych dziełach kultury – w grze komputerowej Wiedźmin 3 pojawia się motyw wieży położonej na wyspie o nazwie Kłomnica, znajdującej się pośrodku jeziora. W wyniku buntu okolicznych chłopów mieszkańcy wieży zostali zabici, a na skutek nieszczęśliwych wydarzeń młodą szlachciankę żywcem zjadły szczury.